# 少年Jump (美國)
《少年Jump》（英語：Shonen Jump，縮寫為SJ）是美國碧日傳媒出版的日本少年漫畫月刊，於2002年11月26日發行創刊號（2003年1月號）。該雜誌以日本集英社出版的暢銷雜誌《週刊少年Jump》為藍本，再針對美國讀者進行調整，例如從原本的週刊改成月刊形式。除了漫畫以外，雜誌也收錄有關日語、日本文化的文章，以及日本動漫、電玩和公仔的相關資訊。雜誌開辦前，碧日傳媒展開了規模廣大的宣傳活動。隨著雜誌的創刊，碧日傳媒也推出了與該雜誌同名的少年漫畫、小說、動畫、家用媒體和漫迷公式書品牌。
該雜誌的目標讀者群為10多歲的青少年。創刊號在發售前就供不應求，最後賣出了超過30萬份。之後雜誌的銷量維持著一定的水平，是北美最暢銷的日本漫畫雜誌。至2008年，雜誌的平均發行量落在21萬5千份，其中有一半是訂戶訂閱而非店鋪零售。根據統計，雜誌的主要讀者群為13至17歲的青年，男性讀者佔了64%。《少年Jump》的漫畫內容和CP值獲得評論家的好評。雜誌於2002年底榮獲ICv2獎的「年度最佳漫畫產品」，並在2009年獲得日本動畫振興協會獎的「最佳出版物獎」。
到了2010年，雜誌的平均發行量掉到10萬份左右。2011年10月，碧日傳媒在紐約動漫展上宣布《少年Jump》的網路版《週刊少年Jump Alpha》將於2012年1月30日發布，取代紙本雜誌。紙本雜誌於2012年4月號推出後停刊。2018年12月10日，網路版也發布了最後一期，之後轉為付費會員制的漫畫網站。

## 出版史
2002年6月，美國碧日傳媒和日本集英社宣布，前者將開始出版日本高人氣漫畫雜誌《週刊少年Jump》的英文版《少年Jump》。卡通頻道、陽光海岸電影公司和鑽石分銷公司等公司簽約成為雜誌的宣傳夥伴。雖然是以《週刊少年Jump》為藍本，不過碧日傳媒表示，《少年Jump》不會是「徹頭徹尾」的複製品，他們會從中挑選覺得最適合美國讀者的作品來刊載。為了適應美國漫畫的出版體系，《少年Jump》不採用《週刊少年Jump》的週刊模式，而是以一個月一期的頻率出刊。《少年Jump》採用日本漫畫由右而左的閱讀方式，與一般的美國漫畫相反。
|                                                  | 我們會篩選出最適合美國市場的作品來連載。要知道，《週刊少年Jump》打從1968年就開始在日本發行。按照一週500頁來算，我們有884,000頁的內容可以挑選！（……）我們的主打是《七龍珠》和《遊戲王》，因為它們在美國已有一定的人氣。其餘的作品則會是那些有爆紅的潛力、或者我們認為能吸引特定讀者群的作品。 |
| ——碧日行銷經理蕾妮·索柏格（Renee Solberg），ICv2 | |

雜誌的第一任總編輯由傑森·湯普森擔任，他是碧日傳媒的漫畫編輯，負責過《七龍珠》的英文代理版。一開始，碧日傳媒希望以所有年齡層的讀者為目標，但為了能在內容上擁有更大的自由度，最後選擇在雜誌上註明適合閱讀年齡為13歲或以上。然而，隨著日本漫畫登上主流媒體版面，大眾對於日本漫畫的關注日漸增加，造成一些漫畫的內容遭到編輯。湯普森表示，要與那些作品會登在創刊號上的作家們合作是一項挑戰，因為他們會擔心作品會被過度修改。
日本漫畫雜誌在美國獲得成功的機率不高，碧日傳媒希望雜誌的總發行量可以在創刊頭3年達到100萬份。為了實現此一目標，碧日傳媒為創刊號的發行投入了數百萬美元的廣告費用，宣傳和銷售管道不僅限於流行文化專賣店，還包括大眾市場在內，確保雜誌收錄的漫畫已經因為動畫在卡通頻道播出而累積一定人氣。為了資助龐大的廣告費用，集英社於2002年8月購買了碧日傳媒的股權。
與大多數雜誌的創刊情形不同，碧日傳媒允許零售業者將《少年Jump》的頭2期退貨，讓他們可以無後顧之憂地上架販賣，同時觀察雜誌的銷售狀況。零售業者也拿到了一定數量的免費樣本，其中有10萬份在圣地亚哥国际漫画展發送，另有10萬份則分發給雜誌的合夥公司陽光海岸供人取閱。卡通頻道也開始在自家頻道Adult Swim的網站上發布試閱章節和串流媒體內容，並貼上醒目的《少年Jump》官網連結。
雜誌的試閱版首先於2002年7月出版，創刊號接著於2002年11月26日發售，期數為2003年1月號。創刊號共刊載了5部漫畫：《七龙珠Z》、《沙漠大冒險》、《遊戲王》、《幽遊白書》和《ONE PIECE》。由於雜誌的創刊相當成功，總編輯湯普森獲得到日本與集英社編輯实习的機會，不過他拒絕了，原因是對業務管理興趣缺缺，而且他也想要忙自己的企劃。《少年Jump》發行6期後，湯普森表達自己想投入創作漫畫《The Stiff》的意願。他後來告訴《漫畫雜誌》：「我當時告訴碧日說，我想要兼職，否則我就辭職。這麼做恐怕不是個好主意。」湯普森最後辭掉了總編輯的職務，由他的前上司Yumi Hoashi接手。
2005年2月，碧日傳媒宣布推出姊妹刊物《少女Beat》，刊載少女漫畫並以女性為目標讀者群。《少女Beat》於2005年6月創刊，創刊號的期數為2005年7月號，後來因為公司經濟狀況不佳而在2009年7月號發行後宣告停刊。馬克·魏登鮑姆於2006年被任命為兩部雜誌的總編輯，並一直負責到2009年2月13日碧日傳媒宣布他離開公司為止。下一任總編輯由葛蘭特·勞爾瑞（Grant Lowery）擔任。
2010年底，資深編輯喬爾·艾諾斯（Joel Enos）指出，由於網路盜版漫畫猖獗，推出正版網路漫畫平台變得越來越重要，但也表示支持網路化和支持紙本雜誌的讀者各占一半，這麼看來最好的方法是網路版和紙本並存。雜誌於2011年1月號進行了改版。2011年10月，碧日傳媒在紐約動漫展上宣布《少年Jump》的網路版《週刊少年Jump Alpha》將於2012年1月30日發布，取代紙本雜誌。2012年3月，紙本版的最後一期（2012年4月號）出版，宣告停刊。2013年1月21日，《週刊少年Jump Alpha》改名為《週刊少年Jump》（Weekly Shonen Jump），且內容上開始與日本的《週刊少年Jump》接軌。到了2018年12月10日，美國版《週刊少年Jump》也發布了最後一期，之後轉為付費會員制的漫畫網站。

## 內容
《少年Jump》的內容以連載日本漫畫為主，此外每期也包含動漫相關遊戲或玩具的評測、介紹日語和日本文化的文章、漫畫家訪談、動漫相關新聞、漫畫內容搶先看、粉絲相關單元（例如粉絲繪圖或讀者來信）、互動小遊戲和小知識單元等。雜誌還會定期附贈免費贈品，如交換卡片遊戲的稀有卡牌（例如《遊戲王》）、DVD內容搶先看以及电子游戏的試玩光碟。創刊初期，每期的內容大約有300頁，到了2008年已經增加到超過350頁，零售價格為4.99美元。
雜誌官網包含所有屬於「少年Jump」叢書的漫畫的資訊、作者資料，以及即將出刊的期數內容預覽。訂戶可以使用官網的額外服務，如瀏覽雜誌連載漫畫和「少年Jump」叢書漫畫的搶先看內容、下載桌布、發送网络明信片和玩遊戲。
與《週刊少年Jump》一樣，《少年Jump》每年也會推出幾期額外的特刊，特別介紹某一部特定的漫畫。這些期數被視為收藏品，當中收錄有漫畫劇情和角色的大量細節介紹、相關改編作品的資訊，以及免費的高級贈品（例如全開海報）。雜誌的滿週年紀念刊每年都會推出，大多頁數加量、全彩印刷，贈品也更好。為了慶祝雜誌創刊5週年，碧日傳媒還推出了部分熱門連載漫畫的精裝「愛藏版」（Collector Editions），除了版面加大、採用高級紙之外，同時也包含原本沒有的額外彩頁。精裝本《少年Jump五週年紀念珍藏版》（Shonen Jump Fifth Anniversary Collector's Edition）也跟著問世，內有雜誌最暢銷的連載作品的章節內容、5年來雜誌收錄的各種文章和採訪、追溯日本漫畫歷史的時間軸，以及《少年Jump》和《週刊少年Jump》的編輯寫的文章。

### 漫畫連載
《少年Jump》的內容以連載日本漫畫為主，創刊號收錄了5篇日本漫畫，之後增加到每期7篇漫畫。 從創刊到停刊為止，該雜誌共連載了18篇作品，其中有13篇的連載在停刊前就已經結束，讓其他漫畫頂替；只有4篇是在全部內容連載完畢後才下檔。《少年Jump》連載的作品會由碧日傳媒旗下的同名出版品牌「少年Jump」或「少年Jump進階」（Shonen Jump Advanced）發行单行本。
|  | 表示至停刊時仍在連載中 |

| 作品名稱（中文）       | 作品名稱（英文） | 作者                                 | 連載開始     | 連載結束     | 備註       |
| ---------------------- | ---------------- | ------------------------------------ | ------------ | ------------ | ---------- |
| 《七龍珠Z》            |                  | 鳥山明                               | 2003年1月號  | 2005年4月號  | 未完整刊載 |
| 《沙漠大冒險》         |                  | 鳥山明                               | 2003年1月號  | 2003年11月號 | 完整刊載   |
| 《遊戲王》             |                  | 高橋和希                             | 2003年1月號  | 2003年11月號 | 完整刊載   |
| 《幽遊白書》           |                  | 冨樫義博                             | 2003年1月號  | 2010年1月號  | 完整刊載   |
| 《ONE PIECE》          |                  | 尾田荣一郎                           | 2003年1月號  | 2012年4月號  | 未完整刊載 |
| 《火影忍者》           |                  | 岸本齐史                             | 2003年2月號  | 2012年4月號  | 未完整刊載 |
| 《通靈童子》           |                  | 武井宏之                             | 2003年3月號  | 2007年8月號  | 未完整刊載 |
| 《棋魂》               |                  | 堀田由美（原作）；小畑健（漫畫）     | 2004年1月號  | 2008年4月號  | 未完整刊載 |
| 《遊戲王：千年世界篇》 |                  | 高橋和希                             | 2005年2月號  | 2007年12月號 | 完整刊載   |
| 《游戏王GX》           |                  | 高橋和希（原案）；影山直行（漫畫）   | 2007年1月號  | 2010年1月號  | 未完整刊載 |
| 《鼻毛真拳》           |                  | 澤井啟夫                             | 2007年7月號  | 2009年6月號  | 未完整刊載 |
| 《银魂》               |                  | 空知英秋                             | 2007年1月號  | 2007年5月號  | 未完整刊載 |
| 《BLEACH》             |                  | 久保带人                             | 2007年11月號 | 2012年4月號  | 未完整刊載 |
| 《灌篮高手》           |                  | 井上雄彦                             | 2008年5月號  | 2009年2月號  | 未完整刊載 |
| 《信蜂》               |                  | 浅田弘幸                             | 2009年3月號  | 2010年3月號  | 未完整刊載 |
| 《機巧童子ULTIMO》     |                  | 史丹·李（原案）；武井宏之（漫畫）    | 2009年7月號  | 2011年2月號  | 未完整刊載 |
| 《游戏王5D's》         |                  | 彥久保雅博（原作）；佐藤雅史（漫畫） | 2011年1月號  | 2012年4月號  | 未完整刊載 |
| 《PSYREN》             |                  | 岩代俊明                             | 2011年1月號  | 2012年4月號  | 未完整刊載 |

### 相關品牌
隨著《少年Jump》雜誌的誕生，碧日傳媒新成立了一個出版品牌「少年Jump」，專門出版少年漫畫的單行本，品項包含在《少年Jump》雜誌上連載的漫畫，以及其他碧日取得授權的少年漫畫。另一個漫畫品牌「少年Jump進階」（Shonen Jump Advanced）於2005年4月創辦，出版物包含更多題材偏成熟的作品，以年紀較大的青少年和青年為目標讀者群。2005年10月，碧日傳媒成立了「少年Jump家用媒體」（Shonen Jump Home Video）品牌，發行日本動畫和《少年Jump》連載漫畫的OVA。
2006年，碧日傳媒宣布成立新品牌「SJ小說」（SJ Fiction），隸屬於碧日旗下的碧日小說（Viz Fiction）部門。「SJ小說」專門出版《少年Jump》連載漫畫的相關輕小說作品。至於「SJ檔案」（SJ Profiles）則負責發行《少年Jump》連載漫畫的公式漫迷手冊（fan books）、資料集（data books），以及其他相關書籍；至於美術畫集則由「SJ美術」（Art of SJ）出版。

## 發行量與讀者群
《少年Jump》的創刊號賣出超過30萬份，遠遠超過碧日傳媒原本預期的10萬份，成為2002年最暢銷的漫畫出版品之一。創刊號首刷25萬份在開賣前就供不應求，補印了2次才完全滿足市場需求。創刊號出版後，雜誌每期的平均發行量為19萬份，但到了創刊滿1年時就已經飆升至30萬5千份。《少年Jump》2003年8月號附贈有即將推出的《遊戲王》电腦游戏試玩，結果銷售量達到了54萬份，創下紀錄。到了2004年7月，雜誌的發行量大約維持在30萬份左右，穩坐北美最暢銷的日本漫畫雜誌寶座，2006年初又上升至35萬份。2008年，雜誌的平均發行量落在21萬5千份，其中54%來自訂戶訂閱。之後雜誌的訂戶量有所下降，2009年5月報導的平均發行量是20萬份，至2010年底，雜誌每期的發行量大約是10萬左右，還算是不錯。
雖然雜誌的目標讀者群是10多歲的青少年，不過根據碧日傳媒於2008年提供的資料，雜誌的男性讀者僅佔了64%，女性讀者和成人讀者並不在少數，分別佔了全體讀者的36%和37%。讀者年齡的中位數為16歲，且有超過一半的讀者年齡介於13到17歲之間。官方調查顯示，在未成年讀者中，女性讀者的年齡層偏低，中位數為12歲。

## 迴響
《少年Jump》有北美最成功且最受歡迎的日本漫畫雜誌之稱，除了擁有空前絕後的發行量之外，雜誌銷量也是居高不下。雜誌收錄的漫畫作品中有許多成了暢銷書，光是其中的《火影忍者》單行本就獨佔了2006年北美日本漫畫總銷量的一成左右。2002年12月，《少年Jump》榮獲ICv2獎的「年度最佳漫畫產品」，原因包含其創下前所未有的高銷量，以及成功透過與卡通頻道合作和贈品，將漫畫與電視媒介及當紅的《遊戲王》交換卡片遊戲緊密結合。2009年，《少年Jump》獲得日本動畫振興協會獎的「最佳出版物獎」。
評論家對編輯部選擇連載漫畫的眼光，以及每期收錄的各種文章給予好評。創刊初期，動畫新聞網的約翰·賈卡拉（John Jakala）撰文表示，他將《少年Jump》的創刊號和其競爭對手《雷神Comics》的創刊號進行了比較，由《少年Jump》勝出。賈卡拉預言，《少年Jump》將憑藉著高品質的內容和高CP值在北美勢如破竹。在之後的評論中，賈卡拉表示，《少年Jump》讓「美國漫畫相形失色」，將價錢相近的美國漫畫書拿來與雜誌一比，內容分量高下立分。不過他也指出，雜誌出到第3期時，一些連載漫畫的情節元素已經顯得沒有新意。網站Comic Book Bin的編者勒羅伊·朵瑞索（Leroy Douresseaux）稱讚雜誌的高CP值，並表示雜誌收錄的每篇漫畫都是「有頭有尾的完整故事，令人滿意」，而且都附有角色和劇情簡介，讀者就算錯過了某一期，依舊可以輕鬆跟上進度。

### 爭議
2004年4月，美國佛羅里達州的一位小學老師投訴，一名5年級學生在學校書展上買的《少年Jump》包含不當內容，引發爭議，有1萬8千份的雜誌遭到退回。碧日傳媒的發言人承認，雜誌內容明顯是針對年紀更大的讀者，確實不該出現在書展上，不過也反駁部分投訴內容是文化差異或誤會。

## 備註
1. ↑  「Shonen」是日文「少年（shōnen）」的羅馬字。
2. ↑  當時名為「碧日通訊」[1][2]。
3. ↑  從Amazon的資料可以得知他在2009年10月號[18]和2010年2月號[19]擔任主編者，但沒有進一步的網路資料，實際情況需要查閱實體紙本雜誌。
4. 1 2  碧日將《遊戲王》原作按照劇情切分為數個篇章出版，這只是其中一個篇章，並非完整作品。
5. ↑  為了縮小和日文地區的進度差距，碧日在2007年的最後4個月加快了單行本的出版速度，期間《少年Jump》暫停刊出《火影忍者》，略過了許多話數[38]。

## 外部連結
- 官方网站
- 少年Jump在動畫新聞網百科全書中的資料（英文）